# Kamila Mirsaliyeva
Kamila Mirsaliyeva (* 12. Dezember 2001) ist eine usbekische Leichtathletin, die sich auf den Sprint spezialisiert hat.

## Sportliche Laufbahn
Erste internationale Erfahrungen sammelte Kamila Mirsaliyeva im Jahr 2022, als sie bei den Islamic Solidarity Games in Konya mit der usbekischen 4-mal-400-Meter-Staffel in 3:50,69 min den vierten Platz belegte. Im Jahr darauf gewann sie bei den Hallenasienmeisterschaften in Astana mit 3:46,45 min gemeinsam mit Laylo Allaberganova, Malika Rajabova und Farida Soliyeva die Silbermedaille hinter dem kasachischen Team. Im Juli belegte sie bei den Freiluftmeisterschaften in Bangkok in 3:39,83 min den fünften Platz in der 4-mal-400-Meter-Staffel und wurde mit der 4-mal-100-Meter-Staffel im Finale disqualifiziert.

## Persönliche Bestleistungen
- 400 Meter: 57,16 s, 27. Mai 2022 in Taschkent
  - 400 Meter (Halle): 57,99 s, 27. Februar 2019 in Taschkent